# Vespasian Pella
Vespasian V. Pella (n. 4/17 ianuarie 1897, București – d. 24 august 1952, New York) a fost un jurist român, diplomat, membru corespondent al Academiei Române.

## Biografie
Vespasian Pella a fost directorul publicației Revista de Drept penal și știință penitenciară, alături de Iulian Teodorescu, iar începând cu nr.8-9/1936, alături de Ioan Ionescu-Dolj.
A fost înaintat la 15 ianuarie 1942 din postul de ministru plenipotențiar clasa II în cel de ministru plenipotențiar clasa I în Administrația Centrală a Ministerului Afacerilor Străine.

## Legături externe
- Membrii Academiei Române din 1866 până în prezent – P
- Personalități Universitatea Iași: Vespasian V. Pella
- Vespasian V. Pella dosarul personal al unui mare diplomat european Arhivat în 6 martie 2016, la Wayback Machine., Dr. Lia-Maria Andreita, Historia
- Criminalitatea colectivă a statelor și Dreptul Penal al viitorului, Editura Ideea Europeană 2017;